# Hanna Suchocka
Hanna Stanisława Suchocka (Pleszew, 3 de abril de 1946) es una política polaca. Miembro de Stronnictwo Demokratyczne, Solidarność, Unión Democrática y Unión de la Libertad. Primer ministro de Polonia desde 1992 hasta 1993. Ministerio de Justicia en gobierno de Jerzy Buzek desde 1997 hasta 2001. Desde 2001 hasta 2013 embajadora de Polonia ante la Santa Sede.
Sus investigación científica se centra en las cuestiones relativas al estado de derecho, los sistemas de organización del Estado y los derechos humanos.
Es autora de numerosos trabajos y artículos científicos sobre la organización del Estado y sobre temas en materia de derechos humanos.
Ha recibido la medalla de oro de la Fundación "Jean Monnet" (Lausana), por su actividad en favor de la integración y los derechos humanos. Es Premio de la Paz 1994 por la Fundación Max Schmidheiny.